# 20世紀の文学
20世紀の文学では20世紀、おおよそ1900年代から1990年代までに創作された文学作品を扱う。

## 概要
20世紀文学の主な区分としては、1900年から1940年までに花開いたモダニズム文学と、1960年から1990年までに花開いたポストモダン文学に二分できる。大まかに言ってその2つは、第二次世界大戦によって区分される。
20世紀文学の代表的作家としては、マルセル・プルースト、ジェイムズ・ジョイス、フランツ・カフカの3人をはじめ、アンドレ・ジッド、トーマス・マン、ロベルト・ムージル、ヴァージニア・ウルフ、ウィリアム・フォークナー、アーネスト・ヘミングウェイ、アルベール・カミュ、サミュエル・ベケット、ガブリエル・ガルシア＝マルケス、トマス・ピンチョンらが挙げられる。
20世紀における技術進歩は書籍の製作を容易にし、その結果、大衆文学や瑣末な文学の地位向上をもたらした。それは、音楽業界の発展に匹敵する。20世紀においては、大衆文学と純文学の区分は絶対的なものではなくなった。そして、ハイ・ファンタジーやサイエンス・フィクションなど様々なジャンルが、大衆文学と純文学の間で揺れ動いている。
20世紀の文芸評論の主流から無視された多くの分野では、各ジャンル独自の規範や主要な文学賞を確立させた。その例として、1965年創設のネビュラ賞や、1971年創設の英国幻想文学賞 (en:British Fantasy Award)、1971年創設のミソピーイク賞 (en:Mythopoeic Awards) がある。
また、世紀末においては電子文学 (en:Electronic literature) が、ハイパーテキスト、すなわち後のWorld Wide Webの開発を目指すジャンルとして発展した。
さらに、ノーベル文学賞が毎年（1914年、1918年、1935年、1940年 - 1943年を除く）授与されており、最初の受賞者はシュリ・プリュドムである（1901年）。
20世紀における文学作品のベストセラーとしては、『そして誰もいなくなった』（1939年、1億1,500万部）、『ハリー・ポッターと賢者の石』（1997年、1億2,000万部）、『指輪物語』（1954年 - 1955年、1億部）が挙げられる。『指輪物語』は各種投票、調査において"book of the century"に選ばれている。また、シリーズ概算としては、『宇宙英雄ペリー・ローダン』シリーズ（1961年 - ）が10億部を売り上げ、最高のベストセラーシリーズとされている。また、ニューヨーク・タイムズは、1942年以来、ベストセラーリストを発表している。

## 1900年から1918年まで
1900年代まで続いたベル・エポック、世紀末芸術の波は、第一次世界大戦の発生により終焉を迎える。その様子は、トーマス・マンの『魔の山』（1924年）などで描かれている。
1916年から1920年に起きたダダイスムは、ブルジョア国家主義者や植民地主義者への抵抗運動としての性質を有していた（ダダイストは彼らを戦争の原因と見なしていた）。その動きは1920年代のシュルレアリスム運動の前兆となった。
- ロマン・ロラン『ジャン・クリストフ』（1904年 - 1912年）
- トーマス・マン『ブッデンブローク家の人びと』（1901年）
- ジョゼフ・コンラッド『闇の奥』（1899年）、『密偵』（1907年）
- ジャック・ロンドン『野性の呼び声』（1903年）
- セルビアの作家らはエ方言によるベオグラード文語体を用いた。これは後にセルビア語の標準化の基礎となった。
- D・H・ローレンス『息子と恋人』
- サマセット・モーム『人間の絆』
- エドガー・ライス・バローズ『ターザン』
- ジェイムズ・ジョイス『ダブリン市民』『若き芸術家の肖像』
- ジョージ・バーナード・ショー『ピグマリオン』
- トーマス・マン『ヴェニスに死す』
- マルセル・プルースト『失われた時を求めて』（1913年 - 1927年）
- フランツ・カフカ『変身』（1915年）

## 戦間期
1920年代は注目に値するおよび特筆すべき文学の創造性や、作者、作品が登場した時代だった。
D・H・ローレンスの『チャタレイ夫人の恋人』は、赤裸々なセックス描写のため、当時、スキャンダルの的となった。
- ヴァージニア・ウルフ『ダロウェイ夫人』『灯台へ』『波』
- T・S・エリオット『荒地』
- ジェイムズ・ジョイス『ユリシーズ』
- フランツ・カフカ『審判』
- ヘルマン・ヘッセ『シッダールタ』
- アレクセイ・ニコラエヴィッチ・トルストイ『アエリータ』
- ジョージ・バーナード・ショー『メトセラへ還れ』
- ユージン・オニールが『地平線の彼方』でピューリッツァー賞を受賞（1920年）。また、『アナ・クリスティ』（1922年）、『奇妙な幕間狂言』（1928年）を発表。
- F・スコット・フィッツジェラルドの『グレート・ギャツビー』は、アメリカ文学における「ジャズ・エイジ」作品の典型と称されることがある。また、『楽園のこちら側』は第一次大戦後の若者の生死を描いている。
- エーリヒ・マリア・レマルクの『西部戦線異状なし』は第一次大戦の恐怖と、前線から帰還したドイツの多くの男たちが感じた、一般生活からの乖離を詳述している。
- アーネスト・ヘミングウェイ『日はまた昇る』は、1920年代のヨーロッパに在住していたアメリカ人たちを描いている。
- W・H・オーデン『詩集』
- オルダス・ハクスリー『すばらしい新世界』
- アンドレ・ブルトン『シュルレアリスム宣言』(1924年)
- 魯迅『狂人日記』『阿Q正伝』
- ロジェ・マルタン・デュ・ガール『チボー家の人々』
- パール・バック『大地』
- ミハイル・ショーロホフ『静かなドン』
- ウィリアム・フォークナー『響きと怒り』（1929年）、『死の床に横たわりて』（1930年）

## 第二次世界大戦
- オーソン・ウェルズ
- ジョージ・オーウェル
- J・R・R・トールキンが『指輪物語』を執筆（1954年 - 1955年出版）

## 戦後
モダニズム文学からポストモダン文学へと切り離された中間的な戦後時代は、ビート・ジェネレーションと、古典的サイエンス・フィクション（アイザック・アシモフ、アーサー・C・クラーク、ロバート・A・ハインラインら）の最盛期であった。

## 冷戦時代
- レイモンド・チャンドラー『長いお別れ』(1953年)
- ロレンス・ダレル『アレクサンドリア四重奏』（1957年 - 1960年)
- チヌア・アチェベ『崩れゆく絆（英語版）』"（1958年）
- 三島由紀夫『豊饒の海』（1965年 - 1970年)
- ガブリエル・ガルシア＝マルケス『百年の孤独』（1967年）
- ミヒャエル・エンデ『モモ』(1973年)、『はてしない物語』(1979年）
- ウンベルト・エーコ『薔薇の名前』（1980年発表、英訳は1983年）
  - 『フーコーの振り子』（1988年発表、英訳は1989年）
- 小松左京『虚無回廊』（1985年 - 1992年）

## 1990年代
- マイケル・オンダーチェ『イギリス人の患者』
- ボリス・アクーニン
- ポエトリー・スラム
- 大江健三郎『取り替え子(チェンジリング)』